# Ayşegül Aldinç
Ayşegül Aldinç (* 28. September 1957 in Istanbul) ist eine türkische Sängerin und Schauspielerin.

## Karriere
Bekannt wurde sie als Teilnehmerin der Türkei beim Eurovision Song Contest 1981 zusammen mit dem Modern Folk Trio. Sie erreichte mit dem Discotitel Dönme Dolap Platz 18.
In den Jahren 1983 und 1984 nahm sie jeweils an den türkischen Vorentscheidungen zum Eurovision Song Contest mit den Songs Heyecan und Merhaba Ümit teil.
Ab 1985 wurde sie als Schauspielerin tätig. Sie spielte in Serien wie auch in Spielfilmen türkischer Produktion. 1988 erschien ihr Debütalbum im Stil der türkischen Popmusik. Im Jahr 2000 hatte sie die Hauptrolle in dem Filmdrama Hayal Kurma Oyunları.
Im Jahr 2016 konnte sie mit dem Album Sek'iz und den dazugehörigen Singleauskopplungen ein erfolgreiches Comeback feiern. Sie arbeitete hierbei unter anderem mit Mabel Matiz, Gökhan Türkmen und Yüksek Sadakat zusammen. Vor allem der Song Durum Leyla wurde ein großer Hit.

## Diskografie

### Alben
- 1988: ...Ve Ayşegül Aldinç
- 1991: Benden Söylemesi
- 1993: Alev Alev
- 1996: Söze Ne Hacet
- 2000: Nefes
- 2016: Sek'iz

### Soundtracks
- 2000: Kahpe Bizans (mit Mehmet Ali Erbil & Cem Karaca)

### Singles
| - 1978: Hastane/Yorgun ve Mutlu (mit Mehmet Teoman) - 1981: Dönme Dolap/Miras (mit Modern Folk Trio – ESC Beitrag der Türkei) - 1983: Heyecan - 1984: Merhaba Ümit - 1985: Yine Yakmış Yar Mektubu - 1986: Masum Öpücük (mit Kayahan) - 1987: Bir Bahar Aşkısın - 1988: Kara Sevda - 1988: Bir Kız - 1988: Gözlerin Su Yeşili - 1988: Anlatmak İstediğim Bazı Şeyler Var - 1988: Hayır - 1989: Gülbeyaz - 1990: Kız Çocuğu (Hiroşima) - 1991: Sorma - 1991: Yapma N'Olursun - 1991: Gelmeyeceğim - 1991: Ne Güzel - 1991: Şık Latife - 1991: Oldum Olası - 1991: Aşk-ı Muhabbet - 1992: Nenni - 1992: Delip De Geçer - 1994: Al Beni - 1992: Ah Sevdiğim (Original: Giannis Parios – Ah Sofia) - 1994: Hoppa Hoppa (Original: Notis Sfakianakis – Opa Opa) - 1994: Hadi Söyle (Original: Keti Garbi – Pes To M'Ena Fili) - 1994: Alev Alev - 1994: Şimdi İkimiz (mit Tarık Tarcan) | - 1994: Yanlışsın - 1994: Günahkar Yaz - 1994: Sebep Olma - 1996: Alimallah - 1996: Anladım Ben Seni - 1996: Beni Hatırla - 2000: Yıllar Vardı - 2000: Küçük Şeyler - 2000: Ben Kimselere Yar Olmam - 2000: Sorsan Da Anlatamam - 2001: Haberi Yok - 2001: Nefes - 2006: Yıldızlar (mit Neşet Ruacan & Turhan Yükseler) - 2008: Kaçsam Bırakıp - 2010: O Kız - 2011: Ağla - 2011: Li Lal Lal La La - 2013: Yolun Başında - 2015: Bir Tek Gördüğüm (Hintergrundstimme: Mabel Matiz) - 2016: Durum Leyla (mit Gökhan Türkmen) - 2016: Seni Sevmek Var Ya (mit Eflatun) - 2017: Aşk Gelince (mit Yüksek Sadakat) - 2017: Kendisi - 2020: Lunapark - 2024: Yeniler (mit Ceylan Ertem) - 2024: Bir Tek Gördüğüm (mit Ceylan Ertem) - 2025: Bu Akşam Gün Batarken Gel - 2025: Dilber |

## Filmografie
- 1987: Katırcılar
- 1989: Yağmur Kaçakları
- 1989: Kara Sevda
- 1990: Yeşil Bir Dünya
- 1994: Ağrı’ya Dönüş
- 1995: Gerilla
- 1996: Deniz Bekliyordu
- 2000: Kahpe Bizans
- 2000: Güle, Güle
- 2000: Hayal Kurma Oyunları
- 2011: Pis Yedili